# Mazou
Der Mazou ist ein Fluss in Frankreich, der im Département Nièvre in der Region Bourgogne-Franche-Comté verläuft. Er entspringt im südöstlichen Gemeindegebiet von Raveau, entwässert in einem Bogen von Nordost über West nach Nordwest durch die Landschaft des Nivernais und mündet nach rund 28 Kilometern im Gemeindegebiet von Pouilly-sur-Loire als rechter Nebenfluss in die Loire.

## Orte am Fluss
(Reihenfolge in Fließrichtung)
- Murlin
- La Chicotterie, Gemeinde La Celle-sur-Nièvre
- Les Moutots, Gemeinde Chasnay
- Janlard, Gemeinde Nannay
- La Ronce, Gemeinde Vielmanay
- Narcy
- Long Froid, Gemeinde Varennes-lès-Narcy
- Bulcy
- Mesves-sur-Loire